# Six Four
Six Four é uma série de televisão britânica de suspense policial de 2023 ambientada em Glasgow e Edimburgo, estrelada por Kevin McKidd, Vinette Robinson, Alex Ferns e James Cosmo. É uma adaptação do romance homônimo de 2012 de Hideo Yokoyama. Foi disponibilizado na ITVX no Reino Unido a partir de 30 de março de 2023.

## Sinopse
Chris (McKidd) e Michelle (Robinson) são pais de uma criança desaparecida, mas uma conspiração mais ampla pode ligar o pai (Cosmo) de outra criança desaparecida ao irmão de Chris, Philip (Whipp). 

## Elenco e personagens
- Kevin McKidd como detetive policial Chris O'Neill
- Vinette Robinson como Michelle O'Neill, esposa de Chris e ex-oficial disfarçada
- Selin Hizli como Samantha Wishart, uma jornalista investigativa com quem Chris teve um caso
- Alex Ferns como Constable Gordon Byrne, um oficial local baseado em Dumfries
- James Cosmo como Jim Mackie, advogado e pai da mulher desaparecida Julie Mackie
- Andrew Whipp como chefe assistente da polícia Phillip O'Neill, irmão mais velho de Chris
- Brian McCardie como Bill Martin, um contratante de segurança e ex- oficial da Divisão Especial
- Richard Coyle como Robert Wallace, o Ministro da Justiça escocês e candidato à liderança do SNP
- Alison Peebles como April Mclean, a mãe do falecido DC Gary Mclean, o gravador de áudio envolvido na investigação Mackie
- Laura Cairns como Sra. Fullerton, professora da escola particular Strathalmond em Dumfries
- Lorne Macfayden como Stuart Simpson, professor de matemática na escola particular Strathalmond
- Toby Stephens como Piers Fields-Turner, ex-criminoso associado a Michelle
- Iona Anderson como Annabel Wallace, a filha adolescente de Robert e Pauline
- Frances Gray como Pauline Wallace, esposa de Robert e mãe de Annabel
- Jessica Hardwick como PC McKenzie, uma oficial baseada na Sede da Polícia de Glasgow
- Peter Hannah como Cameron, membro da equipe ministerial de Wallac

## Recepção
Charlotta Billstrom deu quatro estrelas à série no Evening Standard, dizendo: "O elenco apresenta excelentes atuações" e "É bem planejado e sem enchimentos, resultando em quatro episódios poderosos cheios de reviravoltas".